# 陈慧佳
陈慧佳（1990年4月5日—），浙江温州人，中国女子游泳运动员。
2008北京奥运会中国体育代表团成员，主攻蛙泳。

## 运动经历
- 2001年 浙江省体育运动技术学院 教练楼霞
- 2005年 国家队 教练徐国义

## 主要成绩
- 2005年 世界青年锦标赛 100米蛙泳 第一名
- 2005年 全国运动会 100米蛙泳 第五名
- 2007年 全国游泳锦标赛 50米蛙泳 第一名
- 2007年 全国城市运动会 100米蛙泳 第三名
- 2008年 全国游泳冠军赛 100米蛙泳 第一名
- 2009年 世界游泳锦标赛 4×100米混合泳接力 第一名

## 主要记录
- 世界纪录 3:52.19 2009年世界游泳锦标赛 4×100米混合泳接力